# مبتكرو الألعاب

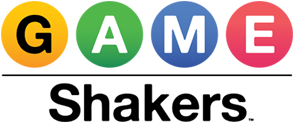

مبتكرو الألعاب هو سيتكوم كوميدي أمريكي من تأليف وإنتاج دان شنايدر. عُرض لأول مرة على قناة نكلوديون يوم 12 سبتمبر عام 2015.

## قصة
تدور أحداث المسلسل حول طالبين من الصف السابع واسمهما بييب و كنزي بدئى يؤسسان شركة الألعاب و ربحوا عدة ملايين من دولارات وسميت جيم شيكارز ومغني الراب الشهير دابل جي شريك أعمالهم تربيل جي هو ابن دبل جي و عمل معهم، أما هيدسون يستخدموه لعمل تجارب الألعاب وعُرض مترجما على نكلودين العربية وكوميدي سنترال عربية. تم عرض, النسخة الانجليزية في شبكة كوميدي سنترال عربية في على شبكة شبكة أوربت شوتايم, عرضت بعض من الحلقات مترجمة باللغة العربية في قناتي كوميدي سنترال عربية وإم بي سي 4 وإم بي سي أكشن., عرضت بعض من الحلقات مترجمة باللغة العربية في قناة إم بي سي أكشن وإم بي سي 4..

## وصلات خارجية
- مبتكرو الألعاب على موقع IMDb (الإنجليزية)
- مبتكرو الألعاب على موقع روتن توميتوز (الإنجليزية)
- مبتكرو الألعاب على موقع كينوبويسك (الروسية)
- مبتكرو الألعاب على موقع ألو سيني (الفرنسية)
- مبتكرو الألعاب على موقع قاعدة بيانات الفيلم (الإنجليزية)